# János Hajdu
János Hajdu (Komló, 1898 – ...) è stato un allenatore di calcio e calciatore ungherese, di ruolo centrocampista.
È ricordato come uno dei calciatori più rappresentativi del Liberty Bari.

## Caratteristiche tecniche
Era una mezzala, abile sia negli assist che in fase di finalizzazione diretta. Considerato un giocatore estroso e di pregevole tecnica, ne venivano ammirati il tocco di palla e il tiro, che fu etichettato dai baresi "tiro all'ungherese".

## Carriera
È fortemente voluto dai dirigenti del Football Club Liberty di Bari (formazione di Prima Divisione, allora la massima categoria calcistica italiana), che acquistano il suo cartellino nel 1924 da una società sportiva ungherese. Esordisce quindi in bianco-blu nella stagione 1924-1925 di Prima Divisione, in cui è capocannoniere libertiano e ottiene, grazie alle sue qualità e al supporto dato alla squadra la benevolenza di società e tifo. Dopo il campionato 1925-1926 smette di giocare nella formazione barese.
Insegna diverse nozioni di tecnica al giovane Raffaele Costantino, di cui è un maestro.

### Allenatore
Nel 1930 l'Unione Sportiva Bari (nata dalla fusione del 1928, di Liberty e Ideale) presieduta dal ragionier Alfredo Atti, gli affida la guida tecnica della squadra per la stagione 1930-1931 in Serie B e Hajdu porta i galletti, alla fine del campionato al secondo posto in classifica, ex aequo con la Fiorentina capolista; posizione che vale la promozione in Serie A (prima nella "Serie A" propriamente detta, per la compagine biancorossa).
Per la stagione 1931-1932 il nuovo presidente del Bari, Liborio Mincuzzi, gli preferisce il connazionale Árpád Weisz.

## Statistiche

### Presenze e reti nei club
| Stagione        | Club            | Campionato      | Campionato |      |
| Stagione        | Club            | Comp            | Pres       | Reti |
| --------------- | --------------- | --------------- | ---------- | ---- |
| 1924-1925       | Liberty         | 1D              | 16         | 7    |
| 1925-1926       | Liberty         | 1D              | 16         | 2    |
| Totale carriera | Totale carriera | Totale carriera | 32         | 9    |